# Harriet Arbuthnot
Harriet Arbuthnot (10 de septiembre de 1793-2 de agosto de 1834) fue una diarista inglesa de principios del siglo XIX, observadora social y anfitriona política del Partido Tory. Durante la década de 1820 fue la «amiga más cercana» del héroe de la Batalla de Waterloo y primer ministro británico, Arthur Wellesley, 1.er duque de Wellington. Mantuvo correspondencia y relación con el duque por largo tiempo, todo lo cual registró en sus diarios, que por lo tanto son citados extensamente en muchas de las biografías del Duque de Wellington.
Nacida en la periferia de la aristocracia británica y casada con un político miembro del establishment, estaba perfectamente ubicada para conocer a las figuras claves de la época de la regencia y la época napoleónica. Registró reuniones y conversaciones de manera textual, por lo que se convirtió en «la Arbuthnot» citada en muchas biografías e historias de la época. Sus observaciones y memorias en las élites de poder británicas no se limitaron a individuos, si no también a documentar la política, los grandes acontecimientos y la vida diaria, con particular atención a los detalles, proveyó a los historiadores con una imagen clara de los acontecimientos descritos. Sus diarios finalmente fueron publicados en 1950 como The Journal of Mrs Arbuthnot.

## Biografía

### Primeros años

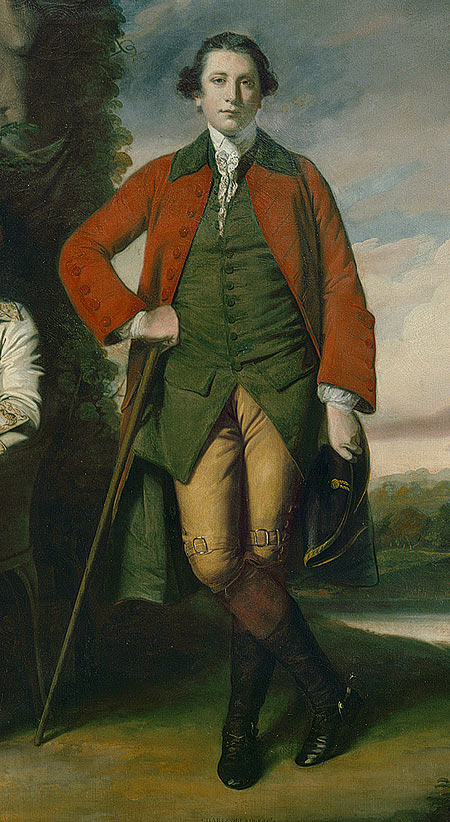
Henry Fane MP (1739–1802), padre de Harriet Arbuthnot.

Harriet Arbuthnot, nacida Harriet Fane, fue hija de Henry Fane, segundo hijo de Thomas Fane, 8o Conde de Westmorland. Cuando era joven, Henry Fane fue descrito como «muy ocioso y descuidado y que pasa mucho tiempo en el campo». Sin embargo encontró tiempo para convertirse en miembro del parlamento por Lyme y en 1772 fue designado Encargado de los Caminos Privados del Rey. En 1778 se casó con la madre de Arbuthnot, Ana Batson, una heredera, hija de Eduardo Buckley Batson. La pareja tuvo 14 niños: nueve hijos y cinco hijas.
Harriet pasó la mayor parte de su infancia en la casa familiar Fulbeck Hall, en Lincolnshire, ubicada en lo alto de las colinas de caliza sobre Grantham. La casa familiar, que le había cedido su padre a Henry Fane, no era en ese tiempo una mansión moderna y grande. Fue reconstruida después de un incendio en 1733, posteriormente fue ampliada y modernizada en 1784 por Henry Fane. En Fulbeck, Harriet y sus 13 hermanos disfrutaron de una niñez rural cómoda y con razonable abundancia.
El padre de Harriet Fane murió cuando ella tenía nueve años, pero la fortuna familiar mejoró bastante en 1810, cuando su madre heredó la propiedad Avon Tyrrell en Hampshire y la Upwood en Dorset. Esto proveyó a la viuda señora Fane de un ingreso anual de 6,000 £, un ingreso considerable para los estándares de la época, aunque con 14 niños y una posición en sociedad que mantener el dinero se usaba en su totalidad.

### Matrimonio
Harriet Fane se casó con Charles Arbuthnot, miembro del parlamento, el 31 de enero de 1814 en Fulbeck. Nacido en 1767, su marido era 26 años mayor que ella, una diferencia de edad que al principio causó que su familia se opusiera al compromiso. Otro de los obstáculos principales para finalizar los arreglos de su matrimonio fue el financiero. Su madre delegó las disposiciones del matrimonio de su hija de 20 años en su hijo mayor Vere, un viudo de 46 años que se consideraba calificado en estos asuntos por haber trabajado en el Banco Child. Parece que Vere Fane y su madre al principio no estuvieron preparados para invertir suficiente dinero en su hermana para satisfacer a su futuro marido, por lo que el novio escribió a su prometida: «¿Cómo podremos usted y yo sobrevivir con £ 1 000 o £ 1 200, si su madre encuentra tan difícil sobrevivir con £ 6 000, que no puede ofrecerle ninguna ayuda en absoluto?».

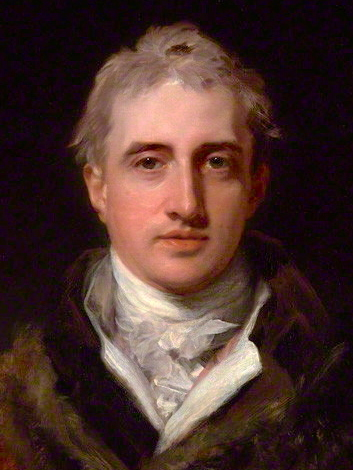
Robert Stewart, vizconde de Castlereagh (1812–1822). El «mejor y más querido amigo» de Harriet Arbuthnot.

Charles Arbuthnot era viudo con cuatro niños, su hijo Charles era nueve años menor que su nueva esposa. Su primera esposa, Marcia, que fue dama de compañía de la princesa de Gales, Carolina de Brunswick-Wolfenbüttel, había muerto en 1806. Como los otros dos hombres que su segunda esposa tanto admiró, Robert Stewart, vizconde de Castlereagh, y Wellington, Charles Arbuthnot era miembro de la aristocracia anglo-irlandesa. Fue miembro del parlamento desde 1795, cuando formó parte de la constitución parlamentaria de East Looe. Al momento de su matrimonio con Fane, era miembro de la constitución parlamentaria de St. Germans. Había interrumpido brevemente su carrera política, para ser embajador extraordinario en el Imperio otomano entre 1804 y 1807. El matrimonio con Charles Arbuthnot, considerado un pilar del establishment, le abrió todas las puertas a su nueva y joven esposa, quien como uno de los 14 niños del hijo más joven de una familia aristocrática que no poseía gran fortuna, de otra manera, habría permanecido en la periferia de la alta sociedad. Aunque tal como ilustra la discusión sobre su dote, la situación financiera era apretada.
A través de su matrimonio, Harriet Arbuthnot formó estrechos lazos con poderosos hombres de edad mayor. Acostumbraba describir a Castlereagh como su «mejor y más querido amigo», hasta la muerte de este en 1822, cuando transfirió sus afectos a otro gran noble anglo-irlandés del siglo XIX, el duque de Wellington. Sin embargo, todos los cronistas sociales de la época convienen en que su matrimonio era feliz de verdad, su marido era tan amigo de Wellington, como lo era su esposa. Casada con un político, estaba fascinada por el medio que la rodeaba y Charles disfrutaba de su éxito como anfitriona política, ejerciendo sus energías para promover las causas del Partido Tory. Aunque era la parte dominante de la pareja, su perspectiva conservadora le aseguró el favor continúo entre sus ancianos admiradores tories.  Al inicio de su matrimonio, su marido sirvió como Subsecretario del Tesoro. Más tarde en 1823, le dieron el Departamento de Maderas y Bosques, una posición que lo puso a cargo de Parques y Jardines Reales. El subsecuente acceso a la familia real le permitió aumentar no solo su estatus, sino también el de su esposa.
Comentando en sus diarios sobre otras mujeres que compartieron sus afectos con los grandes hombres del día, Arbuthnot mostró un ingenio agudo e irónico. De la princesa Dorothea Lieven, antigua amante de Wellington y esposa del embajador del Imperio ruso en Londres de 1812 a 1834, escribió: «es curioso que los amores y las intrigas de una femme galante puedan tener tal influencia sobre los asuntos de Europa». Obviamente, Arbuthnot no comprendía que algunos miembros de la sociedad londinense la consideraban de igual forma una femme galante.
Sus observaciones políticas claramente son escritas desde su punto de vista tory. Sin embargo, su descripción detallada de la rivalidad por el poder entre los tories y los liberales, que ocurrió entre 1822 y 1830, es una de las fuentes más autorizadas de esta lucha.

### Relación con Wellington

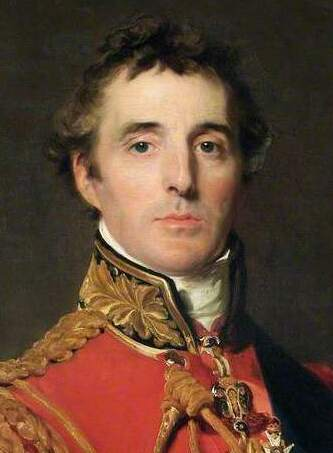
El Duque de Wellington. Harriet Arbuthnot fue «su mejor amiga»

Es probable que Arbuthnot llamara primero la atención de Wellington durante la reapertura de los salones de París en 1814, después del exilio de Napoleón a Elba. Wellington había sido designado embajador británico ante la Corte de las Tullerias y la ciudad fue atestada por visitantes ingleses, ansiosos de viajar por el continente y socializar después de las Guerras Napoleónicas.
Entre aquellas muestras de hospitalidad en un ambiente animado se encontraban los recién casados Arbuthnot. Charles Arbuthnot conocía a Wellington porque había sido un fuerte apoyo para el hermano del duque, Henry, durante su divorcio en 1810. Es posible que Wellington hubiera conocido o al menos hubiera oído de Harriet Arbuthnot (ya que era prima hermana de sus amigos favoritos la familia Burghersh). Sin embargo, fue solo hasta después de la muerte de Castlereagh en 1822, que la amistad Wellington-Arbuthnot floreció. Es improbable que se desarrollara cualquier relación cercana antes de ese tiempo. Wellington se instaló en el Hotel de Charost (recientemente desocupado por la hermana de Napoleón, la princesa Paulina Borghese) y celebró por todo el restaurado París, ya se había encontrado una cercana compañía femenina, Giuseppina Grassini. Esta mujer, conocida debido a su cercana amistad con Napoleón como «La Chanteuse de l'Empereur», escandalizó a la sociedad parisina, tanto inglesa como francesa, apareciendo del brazo de Wellington, sobre todo después de la llegada a París de Catherine Wellesley, duquesa de Wellington.
La historia de un ménage à trois entre Harriet Arbuthnot, su marido y Wellington, sobre la que se especuló extensamente, ha sido rechazada por algunos biógrafos. Sin embargo se ha dicho que el duque, infelizmente casado, disfrutó de su relación con Arbuthnot porque encontró en su compañía «la comodidad y felicidad que su esposa no podía darle». Arbuthnot fue seguramente la confidente del duque en todos sus asuntos, sobre todo en el de su matrimonio. Wellington le confió que solo se casó con su esposa porque «me pidieron hacerlo» y que «no estaba ni mínimamente enamorado de ella». De hecho, Wellington no había visto a su esposa durante los diez años previos al día de su boda. Después del matrimonio, los novios encontraron que tenían poco, si no es que nada, en común. A pesar de haber tenido dos hijos hicieron vidas separadas hasta la muerte de la duquesa de Wellington en 1831.
Como consecuencia de su matrimonio insatisfactorio, Wellington formó relaciones con otras mujeres, pero fue para Arbuthnot que «reservó su afecto más profundo». Su marido en ese tiempo trabajaba para el Tesoro y Arbuthnot se convirtió en lo que sería como una secretaria social de Wellington durante el primer término de su función como primer ministro, entre enero de 1828 y noviembre de 1830. Se ha sugerido que el Duque de Wellington le permitió el acceso casi sin restricción a todos «los secretos del gabinete». Independientemente de sus conocimientos y acceso, parece que no fue capaz de influir en el Duque, pero ni aun el rechazo de este para incluir a su marido en el Gabinete en enero de 1828, logró sacudir la intimidad del trío.
Wellington no hizo ningún intento por ocultar su amistad con Harriet Arbuthnot. Una indicación de que su relación fue platónica y aceptada como tal en los grados más altos de la sociedad puede delinearse del hecho de que la duquesa de Kent permitió a Wellington presentar a Arbuthnot con su pequeña hija, la futura Reina Victoria, en 1828. Arbuthnot apuntó que la joven princesa era «....la niña más encantadora que vi alguna vez» y que «la duquesa de Kent es una persona muy sensible, que la educa notablemente bien». Las impresiones de Arbuthnot acerca de la duquesa eran menos que inocentes y no eran compartidas por Wellington y otras figuras del establishment. Sin embargo, si el carácter de Arbuthnot no hubiera sido juzgado respetable, no le habrían permitido una audiencia con la joven princesa.
Muchas otras referencias en el diario de Arbuthnot, eran menos respetuosas que aquellas en que recordaba a la duquesa de Kent. Wellington y Arbuthnot a menudo viajaban juntos y una visita al palacio de Blenheim que compartieron en 1824, provocó una entrada cáustica en su diario concerniente al colega del duque de Wellington, el 5° duque de Marlborough, de quien escribió: «La familia del gran general ha ido tristemente en decadencia y es una desgracia para el ilustre nombre de Churchill, que ellos han decidido reasumir en este momento. El presente duque esta sobrecargado de deudas, es si acaso poco más que un estafador común....».
Cuando Wellington y los tories cayeron del poder en noviembre de 1830, Arbuthnot perdió el interés en su diario y señaló: « Ahora escribiré muy raras veces en mi libro, lo digo con desafío, puesto que excepto el Duque, ninguno de los hombres públicos me interesa». Su registro de la desintegración del Partido Tory es una narración partidista a fondo, exacta en cuanto a acontecimientos fuera del círculo interior del partido, pero en una escala más amplia y no tan completamente política como la de Henry Hobhouse.

## Fallecimiento y eventos posteriores
Harriet murió repentinamente de cólera en Woodford House, una casa de campo cercana a la sede de la familia Arbuthnot, en Northamptonshire, en el verano de 1834. Inmediatamente después de su muerte, un mensaje expreso fue enviado a Apsley House. El mensajero tuvo que desviarse a Hatfield House, donde Wellington cenaba con el marqués y la marquesa de Salisbury. Después de su muerte se reveló que ella había estado en la lista civil, con una pensión de £ 936 anuales desde enero de 1823.
La naturaleza exacta de la relación de Harriet Arbuthnot con Wellington fue siempre sujeto de conjeturas. Se añadió combustible a las especulaciones cuando inmediatamente después de su muerte Wellington fue perseguido por admiradoras femeninas. Una de ellas fue una señorita Jenkins, quien a partir del momento de la muerte de Arbuthnot lo persiguió en «cuerpo y alma». Otra que emergió nuevamente de su pasado fue la propia prima de Arbuthnot, la excéntrica lady Georgiana Fane, que constantemente fastidiaba a Wellington con la amenaza de publicar cartas íntimas que él alguna vez le había enviado y demandarlo por, según decía, faltar a una promesa de matrimonio. Parece más probable que además de ayudar a Wellington con su vida social, la presencia de Harriet a su lado lo protegió de los avances de otras mujeres. El duque seguramente tuvo amantes durante el período en que estuvo relacionado con Arbuthnot, pero nunca se probó que Harriet fuera una de ellas. En el tour por Apsley House, la residencia en Londres de Wellington, se afirma que simplemente sirvió como su anfitriona en cenas políticas.
Después de la muerte de su esposa, Charles abandonó Woodford House y se fue a vivir con su íntimo amigo Wellington. Charles murió en Apsley House en 1850, a la edad de 83 años. Durante el tiempo que permanecieron juntos, los dos ancianos hombres compartieron su aflicción por la pérdida de Harriet y lamentaron las grietas desarrolladas dentro del Partido Tory. Wellington sobrevivió durante otros dos años y fue enterrado con la debida pompa y circunstancia en la Catedral de San Pablo. Harriet Arbuthnot había sido enterrada con la familia Fane en la iglesia parroquial en Fulbeck.